# Головне управління внутрішніх справ Мінського міськвиконкому
Головне управління внутрішніх справ Мінського міськвиконкому (біл. Галоўнае ўпраўленне ўнутраных спраў Мінскага гарвыканкама) — головна муніципальна поліція у білоруській столиці, яка повинна займатися правоохоронними органами та розслідуваннями у місті. Мінськ має найбільшу кількість поліціянтів у республіках колишнього СРСР. Крім того, це одна з найактивніших сил міліції в Білорусі, оскільки Мінськ є центром багатьох протестів та арештів.

## Керівництво
- Начальник — генерал-майор міліції Михайло В'ячеславович Гриб[be].
- перший заступник начальника ГУВС — начальник кримінальної міліції — Любімов Андрій Юрійович.
- Заступник начальника МВС — начальник відділу громадської безпеки — Ігор Леонідович Підвойський.
- Заступник начальника МВС — Андрій Русанович.

### Начальники
- Іван Володимирович Кубраков (28 березня 2019 — 29 жовтня 2020)
- Михайло В'ячеславович Гриб[be] (з 29 жовтня 2020)

## Санкції
31 серпня 2020 року тодішнього начальника управління МВС Мінського міськвиконкому Івана Кубракова було включено до списку осіб із безстроковою забороною на в'їзд до Латвії, п'ятирічну заборону на в'їзд до Естонії та заборона в'їзду до Литви. 2 жовтня 2020 року Кубракова включено до списку білоруських чиновників, яким заборонено в'їзд до ЄС. Також Кубракова включили до аналогічних списків Канада, Британія, Швейцарія та США.
23 грудня 2020 року Головне управління внутрішніх справ Мінського міськвиконкому за порушень прав людини в зв'язку з придушенням протестів у Білорусі 2020 року було внесено до списку спеціально позначених громадян і заблокованих осіб США.
Влітку 2021 року нового керівника Мінського міського управління внутрішніх справ Михайла Гриба внесли до санкційних списків ЄС, США та Швейцарії.